# ИСККОН против Барбера
«ИСККОН против Барбера, Янга и Гарлика» (англ. ISKCON v. Barber, Young and Garlick) — судебное дело, в ходе которого Международное общество сознания Кришны (ИСККОН) отстаивало право на проведение санкиртаны (распространения в общественных местах религиозной литературы за пожертвования). Судебный процесс по этому делу состоялся в Нью-Йорке в 1980 году.
После принятия в США в 1965 году закона «Об иммиграции», в страну хлынул поток азиатских иммигрантов, в результате притока которых произошло расширение религиозного разнообразия. В США, до этого являвшейся христианской страной, появилось значительное количество последователей индуизма, ислама, буддизма, сикхизма и других религий. Дело «ИСККОН против Барбера» является одним из ярких примеров того, как американские суды отреагировали на это новое религиозное разнообразие и, в частности, на претензии последователей азиатских религий, связанные с религиозными правами, зафиксированными в Первой поправке к Конституции США. Решение по этому делу показало, что судебная система США видит себя в роли активного защитника малых религий.
В 1981 году, в своём решении по делу «ИСККОН против Барбера» Пятый апелляционный суд США определил, что проводимая кришнаитами на Ярмарке штата Нью-Йорк (New York State Fair) санкиртана является религиозной деятельностью, защищённой Конституцией США, и подтвердил право кришнаитов заниматься этим видом проповеди и собирать денежные пожертвования.